# Moosmühle (Erkheim)
Moosmühle ist ein Ortsteil des oberschwäbischen Marktes Erkheim im Landkreis Unterallgäu in Bayern. 

## Geographie
Der Weiler liegt etwa drei Kilometer nördlich des Hauptortes und ist über die Straßenverbindung der Kreisstraße MN 32 in Verbindung mit der Kreisstraße MN 13 mit Erkheim verbunden. 
Westlich des Weilers verläuft die östliche Günz. Das Wasser eines etwa 200 Meter südlich des Ortes ausgeleiteten Mühlkanals trieb früher die Mühle an und dient heute einem Wasserkraftwerk. 

## Geschichte
Erstmals urkundlich erwähnt wurde der Ort im Jahre 1390. In dieser Urkunde wurde der Übergang des Kempter Lehens von Walther von Königsegg an Benz Huit geregelt. Bis zum Jahre 1469 verblieb der Ort im Besitz Jörg Mangolts und ging im selben Jahr auf die Familien Gäb und Zwicker über. Eustach von Landfried wurde 1590 neuer Besitzer. Die Kartause Buxheim hatte ebenfalls Güter im Ort. Der Wirt der Moosmühle Georg Strobel erwarb 1847 die Hesssawirtschaft in Erkheim. Aufgrund finanzieller Probleme wanderte er später nach Amerika aus. 
Ein Heilbad auf dem Gebiet des Weilers wurde erstmals 1632 genannt. Damals befand es sich auf dem sogenannten Wölfle-Anwesen. Aufgrund eines Badneubaues  im nahen Dankelsried verbuchte das Heilbad in Moosmühle jedoch starke Besucherrückgänge. Die Stadt Memmingen als Erbauer des Bades in Dankelsried wurde daraufhin vom Reichskammergericht zum Schadensersatz an das Kloster Ottobeuren, dem Inhaber des Moosmühler Heilbades, verpflichtet. Dem Moosmühler Heilwasser wurde fast dieselbe Heilkraft wie dem Dankelsrieder Heilwasser zugeschrieben.